# Gasthof zur Post (Ebenhausen)

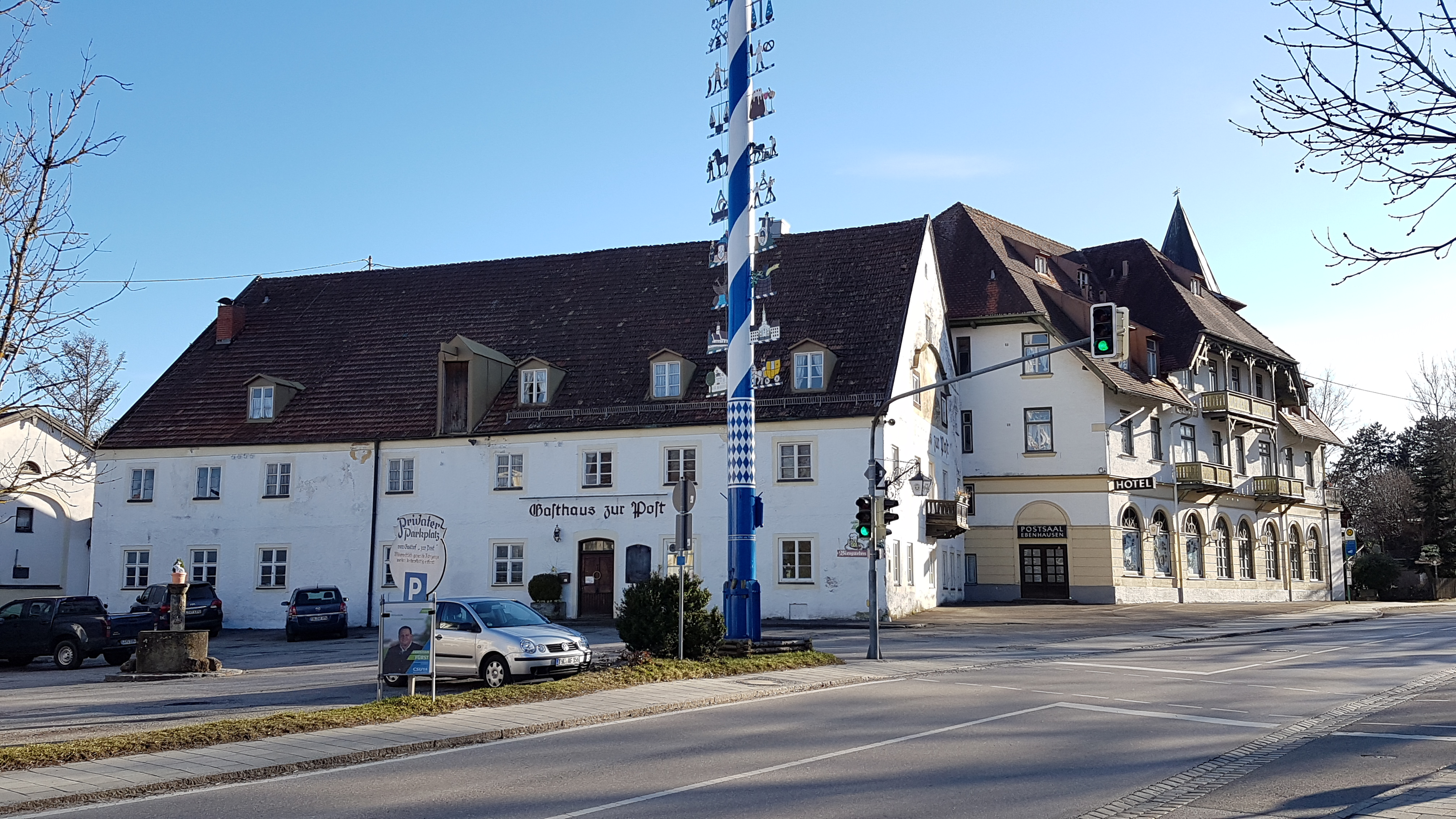
Gasthof zur Post in Ebenhausen

Der Gasthof zur Post ist ein Gasthof in Ebenhausen, einem Ortsteil der oberbayerischen Gemeinde Schäftlarn im Landkreis München. Das Bauwerk ist als Baudenkmal in die Bayerische Denkmalliste eingetragen.

## Lage
Der Gasthof liegt im historischen Ortskern von Ebenhausen an der Wolfratshausener Straße, Ecke Rodelweg, am Isarhochufer auf einer Höhe von 663 m ü. NHN. Damit liegt er etwa 100 Meter oberhalb des 800 Meter weiter östlich gelegenen Klosters Schäftlarn. Etwa 200 Meter nördlich des Gasthofs führt eine steile Straße in Serpentinen hinunter zum Kloster. Etwa 100 Meter westlich des Gasthofs liegt der Bahnhof Ebenhausen-Schäftlarn.

## Geschichte

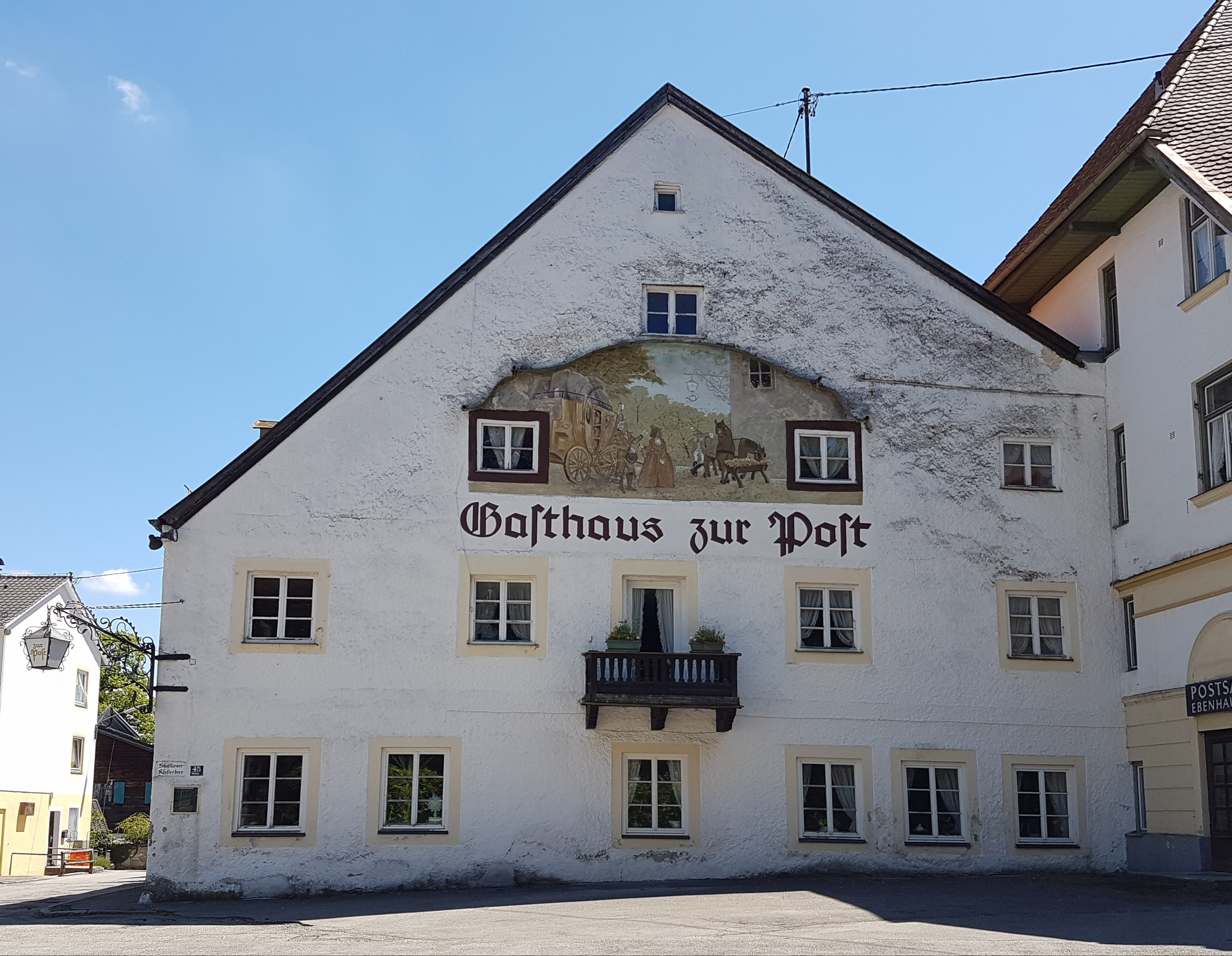
Giebelseite des Hauptgebäudes

Als Vorgängerbau des Gasthofs ist schon 1308 eine Klostertaverne urkundlich erwähnt. 1559 erhielten die Wirtsleute die Erlaubnis, hier Welschwein auszuschenken.
Das heutige Hauptgebäude des Gasthofs geht auf das 18. Jahrhundert zurück. Es diente zeitweise auch als Poststation. Goethe soll hier auf seiner Reise nach Italien 1786 anlässlich eines Radbruchs seiner Postkutsche Station gemacht haben. Auch der als Schlachthaus genutzte ehemalige Wirtsstadel stammt aus dem 18. Jahrhundert.
Bei der Säkularisation in Bayern kam das Anwesen zunächst 1803 an das Kurfürstliche Rentamt in Wolfratshausen und wechselte 1805 in Privatbesitz. Gegen Ende des 19. Jahrhunderts wurde ein quer zum Hauptgebäude stehender Anbau im Heimatstil errichtet. In seinem Erdgeschoss liegt ein großer Saal, der ursprünglich als Postsaal diente. Nach dem Zweiten Weltkrieg wurde der Saal unter dem Namen „Post-Lichtspiele“ als Kino genutzt. Später diente er als Veranstaltungsraum für Feste. 
Seit 2010 wird der Festsaal nicht mehr betrieben. 2013 wurde der Betrieb des Gasthofs eingestellt.

## Beschreibung

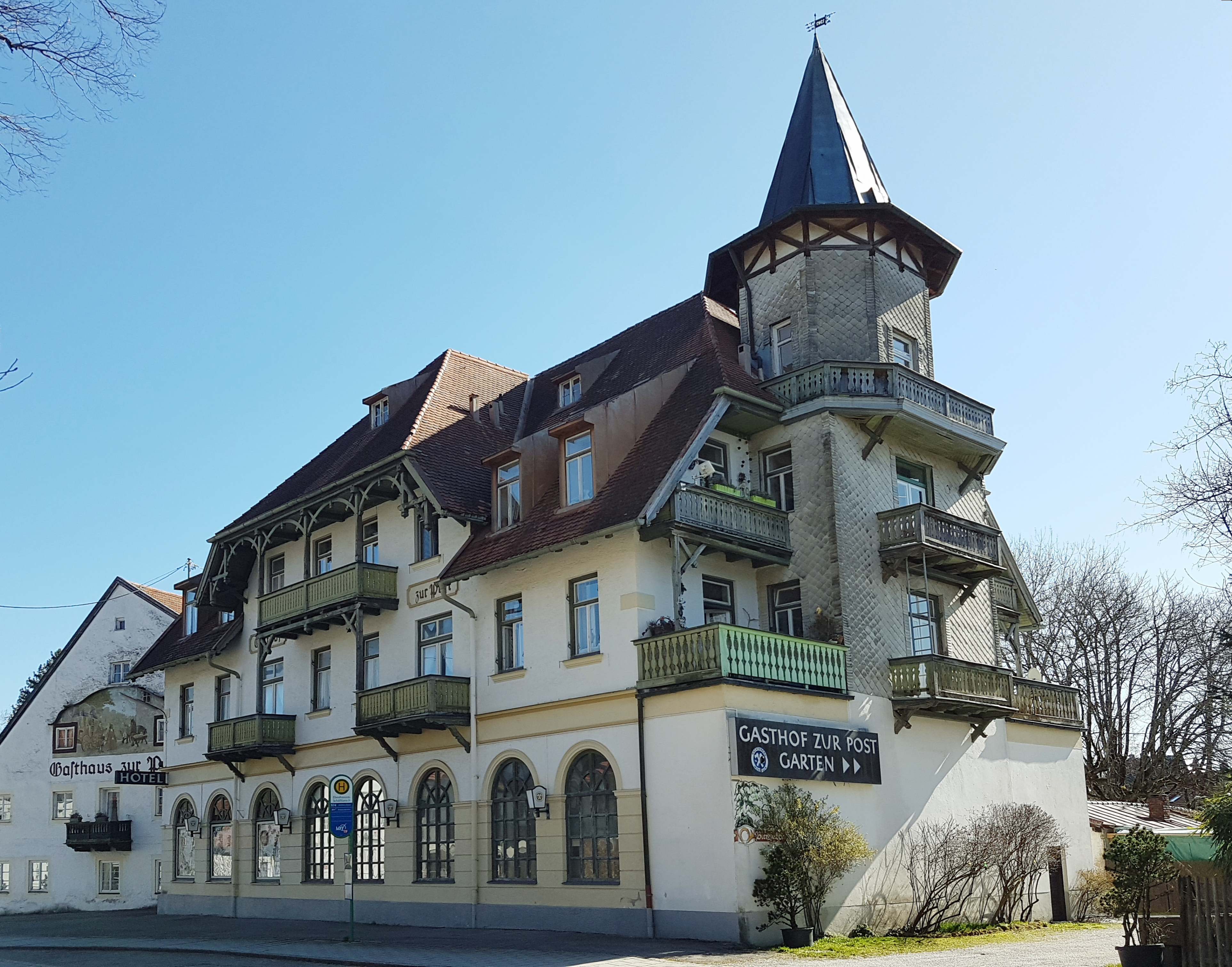
Anbau aus dem 19. Jahrhundert

Das Hauptgebäude ist ein massiver, zweigeschossiger Bau, der etwa 30 Meter lang und 16 Meter breit ist und ein Satteldach trägt. Ein Fresko an der Giebelseite, die zur Wolfratshausener Straße zeigt, stellt Goethes Ankunft in dem Gasthof dar.
Der ebenfalls zweigeschossige Anbau ist etwa 26 Meter lang und 14 Meter breit und trägt ein Halbwalmdach. Der südlichen Giebelseite ist ein Turm mit Spitzhelm vorgelagert. Balkone und Lauben geben dem Anbau einen alpenländischen Charakter. Der Festsaal ist von außen durch große Rundbogenfenster zu erkennen. Im Inneren hat er eine Empore und eine Bühne.
An dem ehemaligen Wirtsstadel ist noch eine Bundwerkwand des 18. Jahrhunderts erhalten.